# Języki andamańskie

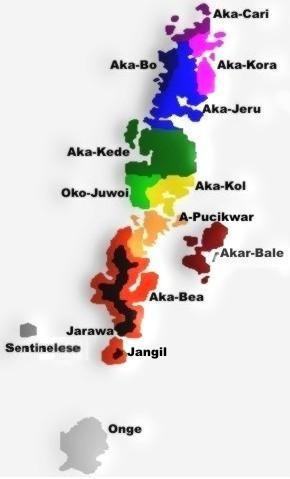
Mapa językowa Andamanów z okresu przedkolonialnego

Języki andamańskie – języki używane przez autochtoniczną ludność Andamanów, indyjskiego terytorium związkowego. Są to rodziny wielkoandamańska i ongijska oraz język sentinelski (nieudokumentowany i, co za tym idzie, niesklasyfikowany). Posługuje się nimi 530 osób.
Niegdyś uważano, że tworzą jedną rodzinę językową, ale nie zdołano udowodnić ich pokrewieństwa (istnienie dwóch rodzin jest poparte zarówno rozstrzygnięciami lingwistycznymi, jak i innymi faktami – kulturowymi, antropologicznymi itp.). Prawie wszystkie z nich są wymarłe bądź poważnie zagrożone wymarciem. W użyciu pozostają języki: önge, jarawa i sentinelski. Nie są dostępne żadne dane nt. języka sentinelskiego.

## Historia
Andamanie żyli na swoich wyspach tysiące, jeśli nie dziesiątki tysięcy lat i przez większość tego czasu struktura ich społeczeństw oraz języków pozostawała nienaruszona przez wpływy zewnętrzne. Chociaż istnienie wysp i ich mieszkańców było faktem długo znanym morskim potęgom i handlarzom regionów Azji Południowej i Południowo-Wschodniej, kontakty z nimi były bardzo rzadkie i przeważnie wrogie. W rezultacie do połowy XIX wieku niemal nic nie zapisano na ich temat.
Dopiero od lat 60. XIX wieku ustanowienie na wyspach stałej kolonii karnej Imperium Brytyjskiego oraz późniejsze osiedlanie się tu imigrantów i robotników kontraktowych, głównie z subkontynentu indyjskiego, przyniosło – szczególnie plemionom wielkoandamańskim – pierwsze trwałe wpływy zewnętrzne.
Do początku XX wieku większość grup znacznie zmniejszyła się liczebnie, w wyniku czego różne podziały lingwistyczne i plemienne między mieszkańcami Wielkiego Andamanu przestały istnieć, choć spisy ludności nadal traktowały poszczególne populacje jako oddzielne. Ucierpiała również różnorodność językowa, gdyż istniejące społeczności wymieszały się między sobą lub z przybyłymi Karenami i Hindusami. Dotychczasowa wielojęzyczność systematycznie ustępowała jednojęzyczności, doprowadzając – w połowie XX wieku – do wymarcia większości języków tubylczych Wielkiego Andamanu.
Na początku XXI wieku około 50 wciąż żyjących autochtonów wielkoandamańskich zostało przesiedlonych na wysepkę Strait Island. Społeczność jest dwujęzyczna, z hindi jako pierwszym językiem. Około połowie znana jest również zmodyfikowana wersja lub kreol języka wielkoandamańskiego, oparty na etnolektach aka-jeru i a-pucikwar, łączący w sobie również elementy języków birmańskiego i hindi (zwany współczesnym wielkoandamańskim lub dżero). Języki ongijskie przetrwały głównie z powodu większej izolacji ich użytkowników. Dodatkowym czynnikiem utrudniającym asymilację językową była trudna do przezwyciężenia niechęć i otwarta wrogość wobec obcych ze strony plemion południowoandamańskich, w szczególności Sentinelczyków i Dżarawijczyków. Sentinelczycy są tak nieufni, że po dziś dzień ich język pozostaje całkowicie nieznany.

## Cechy charakterystyczne
Języki andamańskie wykazują aglutynacyjność, z rozbudowanym systemem przedrostków i zrostków. Możliwe, że najbardziej wyróżniającą je cechą jest system klas rzeczownikowych, oparty w dużej mierze na częściach ciała, w którym, każdy rzeczownik i przymiotnik musi przyjąć przedrostek, w zależności od tego, z jaką częścią ciała jest związany (na podstawie kształtu albo funkcji). Tak, na przykład, aka- na początku wielu nazw języków andamańskich jest w rzeczywistości przedrostkiem przedmiotów związanych z językiem.
Przykładem przymiotnikowym będą formy yop, „giętki, miękki” w języku aka-bea:
- poduszka lub gąbka to ot-yop „okrągły-miękki”, od przedrostka odnoszącego się do rzeczy związanych z sercem lub głową.
- trzcina to ôto-yop, „giętki”, od przedrostka długich rzeczy.
- patyk albo ołówek to aka-yop, „spiczasty”, od przedrostka języka.
- zwalone drzewo to ar-yop, „zgniłe”, od przedrostka kończyny lub przedmiotów pionowych.

Podobnie, beri-nga „dobry” daje:
- un-beri-nga „sprytny” (ręka-dobry).
- ig-beri-nga „o dobrym wzroku” (oko-dobry).
- aka-beri-nga „szybko uczący się języka” (język-dobry)

Inną osobliwością związaną z pojęciami dotyczącymi części ciała jest to, że muszą do kogoś należeć, to znaczy wymagają przedrostka posesywnego – na przykład nie można mówić o głowie jako takiej, ale tylko o mojej, twojej lub jego głowie.
Podstawowe zaimki są niemal identyczne we wszystkich językach wielkoandamańskich. Poniższy zestaw pochodzi z języka aka-bea (zaimki podano w ich podstawowej przedrostkowej formie)
| ja, mój                       | d- | my, nasz | m- |
| ty, twój                      | ŋ- | wy, wasz | ŋ- |
| on, jego, ona, jej, ono, jego | a  | oni, ich | l- |

Zaimki ongijskie, pokazane poniżej, są nieco inne:
| ja, mój                       | m- | my, nasz | et-, m-  |
| ty, twój                      | ŋ- | wy, wasz | n-       |
| on, jego, ona, jej, ono, jego | g- | oni, ich | ekw-, n- |

Opierając się na dostępnych źródłach, języki andamańskie mają tylko dwa liczebniki główne – 1 i 2 – jednak mają przynajmniej sześć liczebników porządkowych. Ta luka w słownictwie jest prawdopodobnie zapełniana za pomocą gestów.

## Klasyfikacja genetyczna

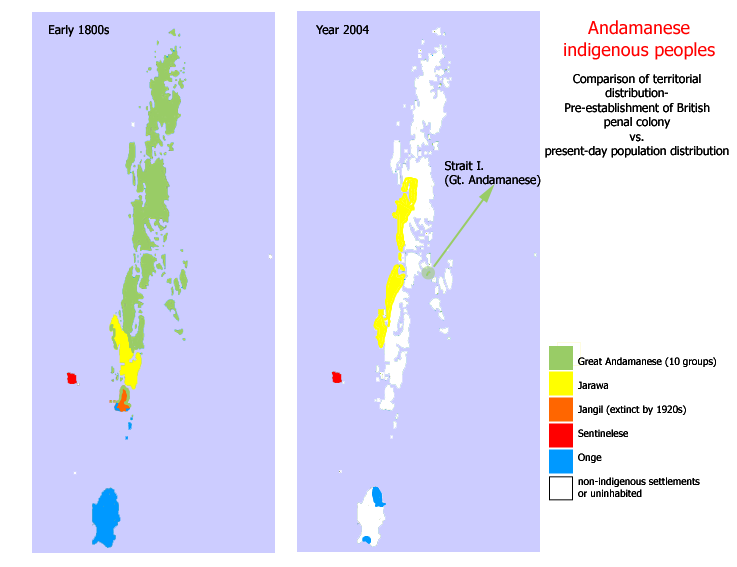
Rozmieszczenie języków andamańskich (stan na 1800 i 2004)

Języki andamańskie dzielą się na dwie wyraźne rodziny – wielkoandamańską i ongijską – oraz nieudokumentowany język sentinelski. Wcześniej zakładano ich pokrewieństwo, choć z uwagi na fakt, że opierano je na podobieństwach natury morfologicznej, pomijając lub ignorując podobieństwa leksykalne, niektórzy badacze (np. Joseph Greenberg) zakwestionowali istnienie języków andamańskich jako rodziny.
Języki andamańskie dzielą się na:
- wielkoandamańskie
  - południowe
    - aka-bea lub bea (wymarły)
    - akar-bale lub bale (wymarły)

  - środkowe
    - aka-kede lub kede (wymarły)
    - aka-kol lub kol (wymarły)
    - oko-juwoi lub juwoi (wymarły)
    - a-pucikwar lub pucikwar (wymarły)

  - północne
    - aka-cari lub czari (wymarły)
    - aka-kora lub kora (wymarły)
    - aka-jeru lub jeru (w 1997 36 użytkowników, posługujących się także hindi)
    - aka-bo lub bo (wymarły)
- ongijskie
  - önge lub onge (w 1997 96 użytkowników – Ongijczyków, w większości jednojęzycznych)
  - jarawa lub järawa (w 1997 około 200 użytkowników – Jarawijczyków, jednojęzycznych)

oraz język sentinelski – od 50 do 250 (liczba użytkowników nie jest znana)
Joseph Greenberg sugerował, że – przynajmniej języki wielkoandamańskie – mogą być spokrewnione z papuaskimi i tasmańskimi, wespół z którymi miałyby tworzyć nadrodzinę indopacyficzną, kładąc szczególny akcent na ich związek z zachodnioaustralijskimi i zachodniopapuaskimi. Propozycja ta nie zdobyła szerszego uznania wśród językoznawców.
Stwierdzono istnienie podobieństw leksykalnych między językami andamańskimi a zachodniopapuaskimi, przy czym ich geneza jest nieznana, być może chodzi o wpływ bliżej nieokreślonego substratu językowego. J. Blevins (2007) postuluje pokrewieństwo języków ongijskich z językami austronezyjskimi, ale propozycja ta nie spotkała się z szerszą akceptacją.

## Przykłady
Następujący wiersz w języku aka-bea został napisany przez wodza imieniem Dżambu, po półrocznym pobycie w więzieniu za zabójstwo:
ngô:do kûk l'àrtâ:lagî:ka,
mō:ro el:ma kâ igbâ:dàla
mō:ro el:mo lê aden:yarà
pō:-tōt läh.
Chór: aden:yarà pō:-tōt läh.
Dosłownie:
ty serce-smutne jest,
niebo-powierzchnia tam patrząc gdy,
niebo-powierzchnia zmarszczek na patrząc gdy,
bambusowa włócznia na opierać-się-robisz.
Tłumaczenie:
Jest ci smutno w sercu, gdy
patrząc na powierzchnię nieba,
patrząc na zmarszczone niebo,
opierasz się na bambusowej włóczni.
(przetłumaczył: E. H. Man, 1902)
Trzeba zauważyć, że choć utwór wydaje się być typowym przykładem andamańskiej poezji, to słowa i struktura zdania zostały w niej nieco skrócone lub postawione w odwrotnym szyku, celem uzyskania pożądanego efektu rytmicznego.
Drugim przykładem jest część mitu stworzenia w języku oko-dżuwoi, przypominająca historię Prometeusza:
Kuro-t’on-mik-a Mom Mirit-la, Bilik l'ôkô-ema-t, peakar at-lo top – czike at laicze Lecz-lin a, kotik a ôko-kodak-czine at-lo Karat-tatak-emi-in.
Dosłownie:
„Kuro-t’on-mik-w Pan Gołąb, Bóg _-spać-ł, drewno ogień-z kradzenie – był ogień sędziwemu Lecz-do on, wnet on -ogień-robić-ł ogień-z Karat-tatak-emi-na”
Tłumaczenie (Portman):
Pan Gołąb skradł żar w Kuro-t’on-mika, gdy spał Bóg i dał ów żar, sędziwemu Leczowi, który wnet rozpalił ogień na Karat-tatak-emi.